# Nagroda Otherwise
Nagroda Otherwise (ang. Otherwise Award, do 2019 Nagroda Jamesa Tiptree Jr.) – nagroda literacka w dziedzinie fantastyki. Przyznawana jest za utwory science fiction i fantasy podejmujące odważnie tematykę płci. Patronem nagrody jest amerykańska pisarka Alice Bradley Sheldon, tworząca pod męskim pseudonimem James Tiptree Jr. Nagrodę przyznaje się od 1991 r. dzięki inicjatywie pisarek Pat Murphy i Karen Joy Fowler.
Zmiana nazwy nagrody nastąpiła na skutek pojawienia się kontrowersji co do osoby patronki, Alice Sheldon, która w 1987 zabiła swojego chorego męża Huntingtona Sheldona, a następnie się zastrzeliła.

## Laureaci nagrody
| Rok  | Autor                           | Tytuł                                                                        |
| ---- | ------------------------------- | ---------------------------------------------------------------------------- |
| 1991 | Eleanor Arnason                 | A Woman of the Iron People                                                   |
| 1991 | Gwyneth Jones                   | White Queen                                                                  |
| 1992 | Maureen F. McHugh               | China Mountain Zhang                                                         |
| 1993 | Nicola Griffith                 | Ammonite                                                                     |
| 1994 | Ursula K. Le Guin               | Kwestia Seggri (The Matter of Seggri, w: Urodziny świata)                    |
| 1994 | Nancy Springer                  | Larque on the Wing                                                           |
| 1995 | Elizabeth Hand                  | Przebudzenie księżyca (Waking The Moon)                                      |
| 1995 | Theodore Roszak                 | The Memoirs Of Elizabeth Frankenstein                                        |
| 1996 | Ursula K. Le Guin               | Górskie ścieżki (Mountain Ways, w: Urodziny świata)                          |
| 1996 | Mary Doria Russell              | Wróbel (The Sparrow)                                                         |
| 1997 | Candas Jane Dorsey              | Black Wine                                                                   |
| 1997 | Kelly Link                      | Travels With The Snow Queen                                                  |
| 1998 | Raphael Carter                  | Congenital Agenesis of Gender Ideation                                       |
| 1999 | Suzy McKee Charnas              | The Conqueror's Child                                                        |
| 2000 | Molly Gloss                     | Wild Life                                                                    |
| 2001 | Hiromi Goto                     | The Kappa Child                                                              |
| 2002 | M. John Harrison                | Światło (Light)                                                              |
| 2002 | John Kessel                     | Stories for Men                                                              |
| 2003 | Matt Ruff                       | Set This House In Order: A Romance Of Souls                                  |
| 2004 | Joe Haldeman                    | Kamuflaż (Camouflage)                                                        |
| 2004 | Johanna Sinisalo                | Nie przed zachodem słońca (Not before Sundown)                               |
| 2005 | Geoff Ryman                     | Tlen (Air)                                                                   |
| 2006 | Catherynne M. Valente           | Opowieści sieroty: W ogrodzie nocy (The Orphan's Tales: In the Night Garden) |
| 2006 | Shelley Jackson                 | Half Life                                                                    |
| 2007 | Sarah Hall                      | The Carhullan Army                                                           |
| 2008 | Patrick Ness                    | The Knife of Never Letting Go                                                |
| 2008 | Nisi Shawl                      | Filter House                                                                 |
| 2009 | Greer Gilman                    | Cloud and Ashes: Three Winter’s Tales                                        |
| 2009 | Fumi Yoshinaga                  | Ōoku: The Inner Chambers                                                     |
| 2010 | Dubravka Ugrešić                | Baba Jaga zniosła jajo (Baba Jaga je snijela jaje / Baba Yaga Laid an Egg)   |
| 2011 | Andrea Hairston                 | Redwood and Wildfire                                                         |
| 2012 | Kiini Ibura Salaam              | Ancient, Ancient                                                             |
| 2012 | Caitlin R. Kiernan              | Tonąca dziewczyna (The Drowning Girl)                                        |
| 2013 | N. A. Sulway                    | Rupetta                                                                      |
| 2014 | Monica Byrne                    | The Girl in the Road                                                         |
| 2014 | Jo Walton                       | Podwójne życie Pat (My Real Children)                                        |
| 2015 | Pat Schmatz                     | Lizard Radio                                                                 |
| 2015 | Eugene Fischer                  | The New Mother                                                               |
| 2016 | Anna-Marie McLemore             | When the Moon Was Ours                                                       |
| 2017 | Virginia Bergin                 | Who Runs the World?                                                          |
| 2018 | Gabriela Damián Miravete        | They Will Dream in the Garden                                                |
| 2019 | Akwaeke Emezi                   | Freshwater                                                                   |
| 2020 | Oghenechovwe Donald Ekpeki      | Ife-Iyoku, the Tale of Imadeyunuagbon                                        |
| 2021 | Ryka Aoki                       | Light From Uncommon Stars                                                    |
| 2021 | Rivers Solomon                  | Sorrowland                                                                   |
| 2022 |                                 |                                                                              |
| 2023 |                                 |                                                                              |
| 2021 | Emet North                      | In Universes                                                                 |
| 2021 | P.C. Verrone                    | Kiss of Life                                                                 |
| 2021 | Vajra Chandrasekera             | Rakesfall                                                                    |
| 2021 | Dolki Min (tł. Victoria Caudle) | Walking Practice                                                             |

### Nagrody retrospektywne
- Suzy McKee Charnas – Motherlines i Walk to the End of the World
- Ursula K. Le Guin – Lewa ręka ciemności (The Left Hand of Darkness)
- Joanna Russ – The Female Man i When It Changed